# Остеосклероз
Остеосклероз — патологічний стан, підвищення  кісткової щільності, що виявляється у вигляді потовщення кісткових  трабекул і компактної речовини кістки. Губчаста кістка за остеосклерозу набуває вузькопетлистої структури. У зв'язку з тим, що ущільнена кісткова тканина стає менш прозорою для  рентгенівських променів, остеосклероз можна діагностувати рентгенологічними методами досліджень. Розрізняють фізіологічний остеосклероз (відзначається в процесі росту скелета в області росткових зон) та патологічний остеосклероз. У числі захворювань, що супроводжують остеосклероз — мелореостоз, остеопетроз, остеопойкілоз, хронічний ідеопатичний мієлофіброз тощо. Субхондральний остеосклероз є одним із проявів остеоартрозу.